# Otakar Kotrba
Otakar Kotrba   (Klíčany, 22 d'abril de 1962), de vegades escrit Otokar Kotrba, és un antic pilot d'enduro txec que va guanyar un Campionat del món de 350cc 4T amb una Husqvarna el 1990. Aquella era la seva primera temporada amb la marca sueca, ja que fins aleshores havia competit amb Jawa (amb la qual formà part de la selecció txecoslovaca per als ISDE des del 1985). La relació de Kotrba amb Husqvarna s'ha mantingut durant anys i actualment en regenta un concessionari a Klíčany, al districte de Praga-Est.